# Edgardo del Valle Paz
Edgardo del Valle Paz   (Alexandria, 18 d'octubre de 1861 - Florència, 5 d'abril de 1920) fou un pianista i compositor de pares italians nascut a Egipte.
Estudià en el Conservatori de Nàpols i el 1890 fou nomenat professor de piano del Reial Institut de Florència, càrrec que desenvolupà durant molts anys. El 1896 fundà la revista La Nuova Musica, que dirigí fins al 1914. És autor de nombroses composicions per a piano, simfonies, suites i l'òpera Oriana estrenada a Florència el 1907.
També va publicar Scuola pratica del piano-forte i 100 Solfeggi progressivi.